# 원더풀 모빌리티
원더풀(Wonder Pool)은 대한민국에서 시작한 커뮤니티 모빌리티 서비스이다. 대한민국 직장인들을 위한 카풀(Car Pool) 및 버스풀(Bus Pool) 모빌리티 플랫폼을 제공하고 있다.
매칭 알고리즘을 통해, 드라이버 또는 차량과 라이더(탑승자)를 효과적으로 매칭함으로써, 카풀의 본래 가진 취지인 가는 길에 사람을 더 태워가는 시스템을 완성하였다. 2019년 현재 아시아에서 가장 주목받고 있는 모빌리티 기업이다. 대한민국 자차 운전자와 출퇴근이 힘든 직장인들이 가장 선호하는 서비스로 알려져 있다.

## 원더풀 카풀 모빌리티 서비스의 특징
- 출퇴근 파트너 추천알고리즘

모르는 길로 둘러가지 않고, 항상 출근하던 경로 내에 있는 라이더를 찾고 있는 드라이버라면 원더풀이 가장 적합하다.
스마트 경로매칭 알고리즘을 통해 평소 출퇴근경로에서 큰 변화없이 안정적으로 드라이버와 탑승자를 매칭한다.
- 안정적이며 예측가능한 투잡 수익 탑승자는 카풀 지속으로  저렴하고 일관된 가격으로 편안한 탑승을, 드라이버는 안정적인 출퇴근 운행과 정기 수익으로 예측가능한 차량 운행비용을 얻으실 수 있다.

- 여성 전용 카풀 시스템 여성 라이더와 여성 드라이버를 만나게 하는 카풀 선택 옵션이 적용되어 있다.

## 서비스 연혁
- 2017년 12월 서비스 아이디어 구체화

- 2018년 2월 서비스 알고리즘 기본 구성 설계

- 2018년 5월 서비스 개발 착수

- 2018년 11월 User Experience Test

- 2018년 12월 서비스 시범 출시

- 2019년 3월 B2B서비스로 전환
- 2019년 12월 B2B 서비스 개발 완료 및 베타테스트
- 2020년 8월 일반 직장인 대상 B2C 서비스 개발 완료
- 2020년 10월 ICT 규제샌드박스 의견 수렴, 서비스 변경
- 2020년 11월 일반 직장인 대상 카풀 서비스 오픈
- 현재 해외 확대 진행 중